# Hogeschool Leiden
Hogeschool Leiden is een instelling voor hoger beroepsonderwijs, gevestigd in de Nederlandse stad Leiden.

## Ligging en omvang
Hogeschool Leiden ligt in het Leiden Bio Science Park, op loopafstand van station Leiden Centraal, naast het LUMC en Naturalis.
De hogeschool telt anno 2024 zo'n 13.500 studenten en circa 1.250 medewerkers.

## Onderzoeksgebieden van Hogeschool Leiden
Sinds 2012 kent Hogeschool Leiden twintig lectoraten en een kenniskring, met als doel interactie tussen onderzoek, onderwijs en de beroepspraktijk. Dit betekent dat door de lector en de leden van de kenniskring zelf onderzoeksprojecten worden uitgevoerd. Een lectoraat heeft vier doelstellingen: onderzoek, curriculumontwikkeling, professionalisering en kenniscirculatie/valorisatie.
Hogeschool Leiden heeft lectoraten en kenniscentra als volgt ingedeeld:
1. Life Sciences 
 Op het gebied van innovatieve moleculaire diagnostiek en biodiversiteit werkt Hogeschool Leiden samen met bedrijven in het Leiden Bio Science Park, de Universiteit Leiden, Naturalis, het Nederlands Centrum voor Biodiversiteit (CB) en het Leids Universitair Medisch Centrum (LUMC).

1. Expertisecentrum Jeugd
 Binnen het lectoraat Jeugd zijn verschillende lectoren werkzaam met een eigen thema: Jeugdzorg en Jeugdbeleid, Jeugdcriminaliteit, Gehandicaptenzorg en Jeugdzorg, Ouderschap en Ouderbegeleiding en Passend Onderwijs. Zij werken onder andere samen met de Augeo Foundation en de William Schrikker Groep.

1. Gezondheidszorg 
 Binnen het onderzoeksgebied gezondheidszorg is de hogeschool werkzaam op het gebied van fysiotherapie, chronisch zieken, antroposofische gezondheidszorg en GGZ. Hierbij werkt Hogeschool Leiden samen met zorginstellingen LUMC, het Diaconessenhuis, het Rijnlands Revalidatiecentrum, Bouman GGZ etc.

1. Duurzaam organiseren[2]

## Opleidingen
De bacheloropleidingen bestaan uit een major en één of meer minoren. Dit zijn keuzevakken die men kan volgen vanaf het tweede jaar. Er zijn verschillende mogelijkheden, waardoor men de studie een eigen richting kan geven. Men heeft de keuze uit een opleidingsminor (een specialisatieminor binnen de eigen opleiding) of een open minor (een minor bij een andere opleiding). De Hogeschool Leiden verzorgt ook nog een aantal Masters:
- Master Advanced Nursing Practice (Master ANP)
- Master Jeugdzorg
- Master Fysiotherapie en Wijkgerichte Beweegzorg

### Associate Degree opleidingen
Naast de bacheloropleidingen en de masteropleidingen, biedt Hogeschool Leiden ook Associate Degree (Ad) opleidingen. Deze leiden naar een diploma dat qua niveau hangt tussen het havo/vwo/mbo 4 diploma en het bachelordiploma van de vierjarige opleiding. Hierna kan men meteen of later doorstuderen. Men moet in het bezit zijn van een havo- of vwo-diploma of mbo-4 hebben afgerond om toegelaten te worden. De Ad opleidingen kunnen gevolgd worden in zowel deeltijd als een duale vorm.